# Periplos
Il periplos, (in greco antico: περίπλους?), era una manovra effettuata da una flotta di navi con propulsione a remi, come ad esempio le triremi, che trovandosi in superiorità numerica poteva, con essa, prevalere nello scontro.

## Descrizione
In genere questa tattica viene usata quando la flotta si trova ad affrontare un numero di imbarcazioni inferiori alle proprie, riuscendo così a soverchiare l'estensione del fronte di imbarcazioni avversarie sulle ali, colpendola sui fianchi scoperti.
A Salamina, tale azione venne effettuata con una variante: l'indietreggiamento del centro della flotta permise di compensare la superiorità di navi avversarie, ampliando il fronte e disegnando un semicerchio sullo scacchiere marino.
Dopo che le due ali comandate da Temistocle riuscirono ad accerchiare la flotta persiana, il centro avanzò schiacciando gli avversari che, nello stretto braccio di mari in cui si erano affollati, ruppero la formazione, venendo sconfitti.